# Дельфінотерапія
Дельфінотерапія — метод лікування, що ґрунтується на спілкуванні з дельфінами, ефективність якої є предметом наукових дискусій.
Прибічники терапії вважають, що спілкування з дельфінами допомагає стабілізувати психоемоційний стан людини, зняти психологічне напруження, пацієнт заспокоюється, швидко знаходить вихід із кризової ситуації. Метод в українських джерелах висвітлюється здебільшо як ефективний.
Дельфінотерапію іноді використовують з метою психологічної реабілітації для людей, що потрапили в екстремальні умови: пережили землетруси, урагани, аварії чи інший сильний стрес.
Існує значна критика ефективності дельфінотерапії. Хоча дослідження 2005 року показало, що спілкування з дельфінами є ефективним методом для лікування слабких та середньої слабкості депресій, воно зазнало критики з кількох позицій. Наприклад, залишилося невідомим, чи дельфінотерапія ефективніша, ніж спілкування із звичайними свійськими тваринами. Огляд цього та деяких інших досліджень виявив значні методологічні помилки. На основі цих даних було зроблено висновок, що наразі не існує жодних переконливих наукових свідчень, що дельфінотерапія є ефективним методом лікування або може забезпечити більше, ніж тимчасове покращення настрою.
Однозначного висновку, щодо ефективності чи не ефективності дельфінотерапії, не зважаючи на постійні заяви станом на 2021 р не має. 2008 року була перша спроба наукового дослідження даного питання у Інституті DAT (Міжнародний Інститут Дельфінотерапії), але однозначних висновків не було.
Є питання щодо фінансової складової даного виду терапії та щодо гуманного повадження з тваринами.